# Cinegilso de Wessex
Cinegilso (em latim: Cinegilsus/Cynegilsus; em inglês antigo: Cynegils) ou Cingilo (em latim: Cyngilus ou Kyngilus) foi rei da Saxônia Ocidental de cerca de 611 até sua morte em cerca de 642. Cinegilso é tradicionalmente considerado como o rei da Saxônia Ocidental, mas os reinos da chamada Heptarquia ainda não se formaram a partir da colcha de retalhos de reinos menores durante sua vida.  A Saxônia Ocidental se centraria nos condados de Hantônia, Dorcéstria, Somersécia e Viltônia, mas evidência da Crônica Anglo-Saxônica indica que o reino de Cinegilso estava localizado no rio Tâmisa superior, se estendendo ao norte de Viltônia e Somersécia, sul de Glocéstria e Oxônia, e oeste de Bercéria, com Dorcéstria no Tâmisa como um de seus sítios reais. A região, talvez conectada ao grupo tribal anterior conhecida como geuissas, um termo usado por Beda para os saxões ocidentais, estava na fronteira entre os Reinos da Saxônia Ocidental e Mércia.

## Vida

Britânia ca. 600

### Genealogia
Parece que tornou-se rei à morte de Ceolvulfo ca. 611. Sua relação com ele é incerta. Cinegilso é variadamente descrito nas fontes saxãs ocidentais como filho de Ceolvulfo, filho de Ceol (irmão de Ceolvulfo), filho de Ceola (filho de Cuta), filho de Cutuíno (filho de Ceaulino) e filho de Cutulfo (filho de Cutuíno). Várias fontes afirmam que Cinegilso era irmão de Ceolvaldo, que foi descrito como avô de Ine. Embora a Crônica Anglo-Saxônica e as listas reais da Saxônia Ocidental retratam os saxões ocidentais como governados por um rei, é provável que a realeza foi compartilhara entre dois ou mais reis.
O anal de 611 da Crônica afirma: "Esse ano Cinegilso sucedeu o governo na Saxônia Ocidental, e manteve-o por 31 invernos. Era filho de Ceol, Ceol de Cuta, Cuta de Cínrico." Contradizendo o relato, o anal de 614 afirma que "esse ano Cinegilso e Quicelmo lutaram em Beandun, e mataram 2 046 galeses." Beda também escreve que a tentativa de assassinato do rei Eduíno da Nortúmbria em 626 foi por ordens de Quicelmo, rei dos saxões ocidentais. É disputado se o Quicelmo de 614 é a mesma pessoa do rei do final dos anos 620, e se essa pessoa é o mesmo Quicelmo que foi batizado e morreu em cerca de 636. Alguns historiadores presumem que ele era filho de Cinegilso. Também se diz que ele era pai de Centuíno, mas é provavelmente uma invenção posterior.

### Reinado e batismo
Em 628, Cinegilso e Quicelmo lutaram contra o rei Penda em Ciricéstria e talvez foram derrotados. Cinegilso e Quicelmo parecem ter estado sujeitos a Eduíno da Nortúmbria por essa época, pagando enorme tributo de 100 000 hidas se o conceito de Nick Higham das origens do Hida Tribal está correto. Na década de 630, o bispo Birino estabeleceu-se em Dorcéstria, e tanto Cinegilso como Quicelmo foram convertidos com o rei Osvaldo da Nortúmbria como seu padrinho. Outro rei saxão ocidental, chamado Cutredo, que morreu ca. 661, aparece nesse momento. Osvaldo casou com uma filha de Cinegilso nessa época. Seu nome não é registrado em fontes antigas, mas Reginaldo de Durham chama-a Cineburga. Essa missão parece ter tido pouco impacto de longo prazo, pois outro filho de Cinegilso, Cenualho, não foi batizado até 646, segundo a Crônica, após ter sido removido do seu reino por Penda.

### Morte
A data da morte de Cinegilso não é certamente conhecida. Beda afirma apenas que foi sucedido por seu filho Cenualho. Versões diferentes da crônica dão 641 (manuscritos B, C e E) ou 643 (manuscritos A e G) para o ano da ascensão de Cenualho. Muitos textos seguem Dumville (1985), assumindo que essas variações representam derivações escribais de 642, que conforma com a alegada duração de 31 anos de seu reinado.